# مس-۶۴
مس 64 (64Cu) ایزوتوپ پرتوزای مس است که از خود پوزیترون ساطع می‌نماید . این ایزوتوپ در پرتو پزشکی و برش‌نگاری با گسیل پوزیترون کاربرد دارد.

## خصوصیات
مس-۶۴ نیمه عمری در حدود ۰٫۰۰۲ ± ۱۲٫۷۰۱ ساعت داشته و واپاشی آن به صورت زیر است: ۱۷٫۸۶ (± ۰٫۱۴)٪ توسط گسیل پوزیترون به نیکل-۶۴، ۳۹٫۰ (± ۰٫۳)٪ توسط واپاشی بتا به روی-۶۴، ۴۳٫۰۷۵ (± ۰٫۵۰۰)٪ توسط جذب الکترون به نیکل-۶۴ و ۰٫۴۷۵ (۰٫۰۱۰ ±)٪ به صورت اشعه گاما / تبدیل داخلی . 